# Задоя Микола Кузьмич
Микола Кузьмич Задоя (нар. 12 червня 1938, місто Дніпродзержинськ, тепер Кам'янське Дніпропетровської області) — український радянський партійний діяч. Депутат Верховної Ради УРСР 11-го скликання. Заступник голови Верховної Ради УРСР 11-го скликання (в 1985—1989 роках). Член Ревізійної комісії КПУ в 1981—1986 роках. Член ЦК КПУ в 1986—1991 роках. Член ЦК КПРС у 1990—1991 роках. Народний депутат СРСР у 1989—1991 роках.

## Біографія
Трудову діяльність розпочав у 1956 році токарем, вальцювальником на Дніпровському металургійному заводі імені Дзержинського у місті Дніпродзержинську.
Член КПРС з 1961 року.
У 1965 році закінчив Дніпродзержинський металургійний завод-втуз (вище технічне училище при заводі).
У 1965—1966 роках — помічник директора по культурно-виховній роботі Дніпродзержинського міського професійно-технічного училища № 22.
У 1966—1969 роках — інструктор, заступник завідувача відділу Дніпродзержинського міського комітету КПУ Дніпропетровської області. У 1969—1972 роках — інструктор Дніпропетровського обласного комітету КПУ.
У 1972—1973 роках — 2-й секретар Баглійського районного комітету КПУ міста Дніпродзержинська Дніпропетровської області. У 1973—1981 роках — 2-й секретар Дніпродзержинського міського комітету КПУ Дніпропетровської області.
У 1981—1983 роках — голова виконавчого комітету Дніпродзержинської міської ради депутатів трудящих.
У 1983—1985 роках — 1-й секретар Дніпродзержинського міського комітету КПУ Дніпропетровської області.
У січні 1985 — грудні 1988 року — 2-й секретар Дніпропетровського обласного комітету КПУ.
У грудні 1988 — серпні 1990 року — 1-й секретар Дніпропетровського обласного комітету КПУ.
У квітні 1990 — 5 березня 1992 року — голова Дніпропетровської обласної ради народних депутатів.
29 січня 1991 — 5 березня 1992 року — одночасно голова виконавчого комітету Дніпропетровської обласної ради народних депутатів.
У 1992—1998 роках — начальник Дніпропетровського обласного управління Пенсійного фонду України.
Потім — на пенсії.